# Mauifink
Mauifink (Pseudonestor xanthophrys) är en akut utrotningshotad fågel i familjen finkar. Den förekommer endast på en enda ö i Hawaiiöarna.

## Utseende och läten
Mauifinken är en bastant, 14 cm lång tätting med kort stjärt, stort huvud och mycket kraftig, papegojliknande näbb. Hanen är olivgrön ovan och gul under. På huvudet syns ett mörkt streck genom ögat och ett tydligt och väl avgränsat gult ögonbrynsstreck. Näbben är tvåfärgad där övre tredjedeln av övre näbbhalvan är mörk och resten ljust skärgul. Liknande nukupuun har gult huvud utan ögon- och ögonbrynsstreck samt mycket tunnare näbb. Sången beskrivs som en sorgsam, fallande serie visslingar medan lätena består av en kort melodi, en stigande vissling och ett högljutt "chewp", alla liknande akiapolaauns läten.

## Utbredning och systematik
Mauifinken förekommer endast i Ohia-bergsskogar på östra sluttningen av Haleakala Crater på den hawaiianska ön Maui. Den placeras som enda art i släktet Pseudonestor. 

### Familjetillhörighet
Arten tillhör en grupp med fåglar som kallas hawaiifinkar. Länge behandlades de som en egen familj. Genetiska studier visar dock att de trots ibland mycket avvikande utseende är en del av familjen finkar, närmast släkt med rosenfinkarna. Arternas ibland avvikande morfologi är en anpassning till olika ekologiska nischer i Hawaiiöarna, där andra småfåglar i stort sett saknas helt.

## Status
Mauifinken har ett mycket litet utbredningsområde som är inhägnat för att minimera påverkan från införda frigående grisar. Ett nytt hot mot dess levnadsmiljö är överbete från hjortdjur. Fågeln hotas av miljöhot i form av exempelvis orkaner, men även fortsatt förändring av dess levnadsmiljö och påverkan från invasiva arter. Internationella naturvårdsunionen IUCN kategoriserar därför arten som akut hotad. Världspopulationen uppskattas till endast mellan 250 och 540 häckande individer.

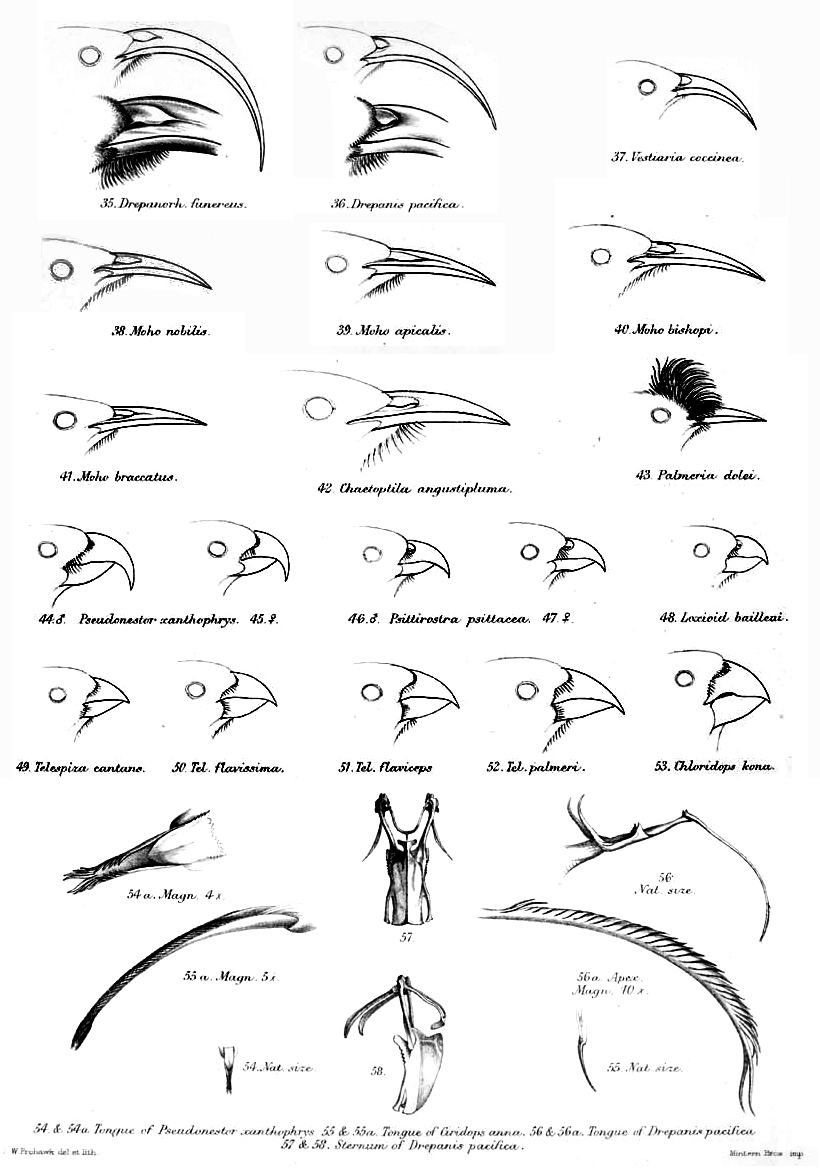